# Hatt-ı Hümayun del 1856
L'Hatt-ı Hümayun del 1856 noto anche come editto di riforma o decreto di riforma imperiale (in turco ottomano اصلاحات خط همايونى, Islâhat Hatt-ı Hümâyûnu; in turco Islâhat Fermânı) fu un editto del governo ottomano del 18 febbraio 1856 e rientrante nelle riforme del periodo del Tanzimat. Il decreto del sultano ottomano Abdulmejid I promise l'uguaglianza per tutti i cittadini nell'istruzione, nelle nomine del governo e nell'amministrazione della giustizia, indipendentemente dal credo. Preparato da Mehmed Emin Âli Pascià, diede un nuovo impulso alle riforme.
Si presentava come un editto di emancipazione dei non musulmani, non come individui ma come comunità. La comunità confessionale o "millet" venne istituzionalizzata e l'editto dispose il divieto di discriminazione basata sulla religione, sulla lingua e sull'etnia. La riforma è spesso vista come il risultato dell'influenza di Francia e Gran Bretagna che aiutarono l'Impero ottomano contro i russi durante la guerra di Crimea (1853-1856) e il Trattato di Parigi (1856) che pose fine alla guerra.
L'Hatt-ı Hümayun era una promessa del Sultano ai suoi cittadini, sudditi. Il Sultano garantiva di essere il responsabile della costituzione dei "Consigli provinciali" e dei "Consigli comunali" e dell'equità di tale processo e dei risultati. Nelle questioni riguardanti tutti i soggetti dello Stato (in relazione all'Hatt-ı Hümayun), il capo spirituale di ogni congregazione, insieme al suo funzionario nominato per un anno dal governo, avrebbe partecipato alle trattative del `Meclisi Valay-i Ahkām- i Adliyye', un tribunale istituito nel 1837 per trattare i casi di alti funzionari. Il sultano promise anche la libertà di voto nei consigli.
Questi obiettivi furono promessi dal sultano ed emanati dalla sua autorità, indicando che l'Hatt-ı Hümayun portava l'autorità diretta del Sultanato ottomano stesso e non era una riforma burocratica inferiore.

## Contenuto

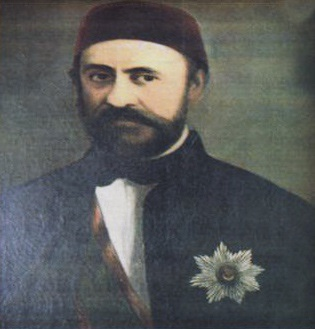
Mehmed Emin Âli Pasha, il principale architetto dell'Islâhat Fermânı.

L'Hatt-ı Hümayun unì "tutte le precedenti riforme" (a partire dall'Editto di Gülhane) e applicò la precedente riforma a tutti i sudditi dell'Impero, senza distinzione di classe o religione, per la sicurezza delle loro persone e proprietà e la conservazione del loro onore.
L'Hatt-ı Hümayun non liberava il governo dai suoi obblighi precedenti. Per quanto concerne le immunità spirituali (millet cristiano o altri gruppi non musulmani), il processo di revisione sulle responsabilità era stabilito sotto ogni millet in modo tale che essi formassero una commissione composta ad hoc, da membri del proprio corpo, per formulare (discutere) e presentare le riforme richieste.

### Religione e doveri civici

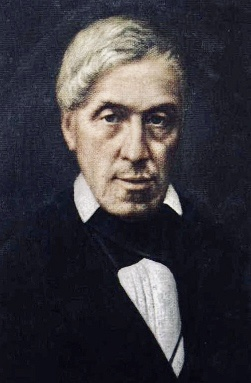
Stefanos Karatheodori Pasha (1789-1867) svolse un ruolo cruciale nel far rispettare l'uguaglianza nell'istruzione, nelle nomine del governo e nell'amministrazione della giustizia.

L'Hatt-ı Hümayun riconobbe la libertà religiosa, disponendo che nessun soggetto ostacolasse l'esercizio della fede, né in alcun modo la infastidisse. Nessuno sarebbe stato obbligato a cambiare religione.
L'Hatt-ı Hümayun sottopose il principio di responsabilità, in modo tale che i Patriarchi, i Metropoliti, gli Arcivescovi, i Vescovi e i Rabbini cominciassero a prestare giuramento al loro accesso alla carica secondo una forma concordata (il contenuto del giuramento era verificato dallo stato), e che fossero responsabili di onorare il loro giuramento. Lo scopo era quello di instaurare un rapporto la fiducia (prevenire la corruzione); il reddito di queste persone (nei lavori pubblici) era sostituito da entrate fisse dei Patriarchi e dei capi delle comunità, e dalla ripartizione di indennità e stipendi equamente proporzionati all'importanza, al grado e alla dignità dei diversi membri del clero.
L'Hatt-ı Hümayun concesse la piena libertà di riparare, secondo il loro progetto originario, gli edifici destinati al culto religioso, alle scuole, agli ospedali e ai cimiteri. Per prevenire la distruzione delle architetture storiche, e tenere traccia degli investimenti pubblici, i piani degli edifici, in caso di loro nuova costruzione, dovevano, dopo essere stati approvati dai Patriarchi o dai capi delle comunità, essere sottoposti all'ordine imperiale, per porre le loro osservazioni entro un certo tempo.
L'Hatt-ı Hümayun riconobbe a ciascuna comunità uguale potere sulla riparazione secondo il progetto originario degli edifici per il culto religioso, delle scuole, degli ospedali e dei cimiteri nel caso in cui tali attività venissero svolte presso le “comunità miste” dei paesi, dei piccoli borghi e dei villaggi.

### Istruzione
Hatt-ı Hümayun concesse che tutti i soggetti, senza distinzione, fossero ricevuti nelle Scuole Civili e Militari. Ogni comunità era autorizzata a istituire Scuole Pubbliche di Scienze, Arte e Industria. Tuttavia, in queste scuole pubbliche, i metodi di insegnamento e la scelta dei docenti nelle scuole sarebbero stati sotto il controllo di un "Consiglio Misto della Pubblica Istruzione (Consiglio della Pubblica Istruzione)" (Ministero dell'Istruzione).

### Giustizia
Hatt-ı Hümayun concesse che tutte le cause commerciali, correttive e penali tra musulmani e cristiani o altri soggetti non musulmani, o tra cristiani o altri non musulmani di sette diverse, venissero deferite ai "tribunali misti". Il procedimento era pubblico e le parti si confrontavano. Veniva concessa la produzione di testimoni le cui testimonianze erano accettate sotto giuramento. Le cause relative agli affari civili era processate pubblicamente e risolte davanti ai Consigli provinciali misti con il Governatore e il Giudice.
Hatt-ı Hümayun dispose una formulazione dei nuovi Codici. Le leggi penali, correzionali e commerciali e le regole di procedura sarebbero state tradotte e pubblicate in tutte le lingue.
Hatt-ı Hümayun approvò inoltre la riforma dei penitenziari (case di detenzione, punizione o correzione) e di altri istituti. Le attività dovevano conciliare i diritti dell'umanità e quelli della giustizia. Venne abolita la somministrazione della punizione corporale.

### Sicurezza pubblica
Hatt-ı Hümayun concesse che l'organizzazione della polizia non avrebbe negato le garanzie per la sicurezza della persona e della proprietà. Dopo la revisione gli ufficiali erano ritenuti responsabili. Le forze di polizia erano predisposte nella capitale, nei comuni di provincia e nei distretti rurali in organizzazioni separate.

## Effetto del decreto
Sebbene l'obiettivo dell'Hatt-ı Hümayun fosse quello di portare l'uguaglianza tra i cittadini ottomani, il processo era più percepito come destinato a compiacere l'Europa. Il cambiamento più grande fu l'accettazione da parte dello Stato ottomano della nozione di "minoranze". Il principio ufficiale della lingua di stato (il turco ottomano per la comunicazione scritta) fu infranto e l'Impero divenne un sistema multilingue. I patriarcati iniziarono ad amministrare la giustizia a livello statale, cosa che avrebbe potuto indebolire la sovranità giudiziaria dello Stato.
Alcune regole furono acclamate dai non musulmani:
- La possibilità dei non musulmani di diventare dipendenti pubblici,
- La possibilità di trasferire l'ereditarietà ai Patriarcati,
- La pubblicazione di leggi sull'omicidio e sul commercio nelle lingue delle minoranze,
- L'istituzione di un tribunale superiore (giudiziario) e la rappresentanza di tutte le congregazioni con due rappresentanti per ciascuna.
- L'estensione dei poteri dei Patriarcati nell'amministrazione della giustizia,
- L'estensione del diritto di proprietà agli stranieri.

Altre regole invece furono impopolari tra i non musulmani:
- L'obbligo di prestare il servizio militare,
- Il riesame dei privilegi religiosi per renderli uguali (alcuni millet persero privilegi rispetto ad altri)
- L'abolizione delle tasse arbitrarie estorte dai sacerdoti da sempre alle loro congregazioni
- La determinazione degli stipendi (reddito fisso) ai capi spirituali (sacerdoti, patriarchi ecc.)
- L'obbligo dei capi spirituali di prestare giuramento di devozione

L'Hatt-ı Hümayun nel portare l'uguaglianza tra nei millet creò un certo malcontento al Patriarcato armeno. Prima dell'Hatt-ı Hümayun il patriarca armeno non era solo il leader spirituale della comunità, ma anche il suo leader laico (di tutti gli armeni, della nazione armena). Gli armeni ("cittadini armeni") al contrario volevano abolire l'oppressione della nobiltà, e redigere un nuovo "Regolamento nazionale", che limitasse i poteri del Patriarca la cui giurisdizione era estesa a 50 regioni, il quale poteva a suo piacimento licenziare i Vescovi. Il Consiglio accettò infine il progetto di regolamento il 24 maggio 1860 e lo presentò al dîvân che lo ratificò con qualche piccola modifica, attraverso il firmano del 17 marzo 1863, rendendolo effettivo. Nel 1863 la Costituzione Nazionale Armena (in turco ottomano:"Nizâmnâme-i Millet-i Ermeniyân") fu approvata dall'Impero ottomano come forma del "Codice di Regolamentazione" composto da 150 articoli redatti dall'"intellighenzia armena", che definiva i poteri del Patriarca e la neonata "Assemblea nazionale armena". Il Patriarca armeno con la condivisione dei suoi poteri con l'Assemblea nazionale armena e le limitazioni portate dalla Costituzione nazionale armena percepirono i cambiamenti come un'erosione della sua comunità.
Durante il declino dell'Impero ottomano, le potenze straniere influenzarono spesso il governo attraverso prestiti e aiuti esteri, nonché utilizzando il sistema del millet e dei suoi gruppi di minoranze ebraiche e cristiane.

## Traduzioni
Una versione greca tradotta da Z. Ypandrevmenos fu pubblicata a Samos. Le autorità ottomane avevano anche una traduzione ufficiale francese, pubblicata su Le Moniteur e nel libro del 1866 De la juridiction française dans les échelles du Levant et de la Barbarie, di Féraud-Giraud. Fuad Pascià si espresse a favore della traduzione di questo testo nelle lingue minoritarie dell'Impero, non solo in turco ottomano e francese. Johann Strauss, autore di "A Constitution for a Multilingual Empire: Translations of the Kanun-ı Esasi and Other Official Texts into Minority Languages", scrisse che si poteva tranquillamente presumere che la bozza originale dell'editto fosse in francese anziché in turco ottomano.
Il diplomatico francese François Belin scrisse una sua traduzione francese, con le sue note, che fu pubblicata prima sul Journal Asiatique e successivamente nel libro pubblicato nel 1862 Etude sur la propriété foncière en pays musulman et spécialement en Turquie. La traduzione e le note di Belin furono pubblicate anche in un'altra raccolta, sul Manuale di diritto pubblico e privato ottomano di Domenico Gatteschi. La versione di Belin fu ripubblicata nella raccolta di leggi ottomane in lingua francese Législation ottomane, pubblicata da Gregory Aristarchis e curata da Demetrius Nicolaides.
Una traduzione greca dell'editto fatta dalla versione ufficiale francese dell'Impero ottomano, con molte delle note di Belin incluse, appare nella versione greca del Düstur (Оθωμανικοί Κώδηκες Othōmanikoi kōdēkes "Codici ottomani"), compilata da Nicolaides, che includeva delle note aggiuntive, incluso un berât (decreto) in greco emesso nel 1860. Alcune note di Belin furono rimosse. Johann Strauss sostenne che furono asportate probabilmente perché considerate troppo critiche.